# Damien Bodie
Damien Bodie (Melbourne, 2 gennaio 1985) è un attore australiano.

## Biografia
Studiò al Sandringham Secondary College, ha partecipato a numerosi telefilm australiani di successo come Elephant Princess e Neighbours. Short Cuts, un altro telefilm a cui partecipò, vinse nel 2002 diversi premi.

## Filmografia

### Cinema
- Hating Alison Ashley, regia di Geoff Bennett (2005)
- Un pizzico di magia (A Kind of Magic), regia di Tosca Musk (2015)
- Born Guilty, regia di Max Heller (2017)

### Televisione
- The Balanced Particle Freeway, regia di Paul Moloney – film TV (1997)
- Book Bug – serie TV, episodi 1x3 (1996)
- La saga dei McGregor (Snowy River: The McGregor Saga) – serie TV, episodi 4x1 (1996)
- Ocean Girl – serie TV, 23 episodi (1997)

- Crash Zone – serie TV, 26 episodi (1999-2001)
- Marshall Law – serie TV, episodi 1x10 (2002)
- Short Cuts – serie TV, 25 episodi (2002)
- Ginevra Jones (Guinevere Jones) – serie TV, 26 episodi (2002)
- Bootleg – miniserie TV, puntate 1x1-1x2-1x3 (2002)
- Blue Heelers - Poliziotti con il cuore (Blue Heelers) – serie TV, episodi 10x12 (2003)
- Saddle Club (The Saddle Club) – serie TV, episodi 2x10-2x11 (2003)
- Fergus McPhail – serie TV, 4 episodi (2004)
- Elephant Princess (The Elephant Princess) – serie TV, 23 episodi (2008-2009)
- City Homicide – serie TV, episodi 4x1 (2010)
- Winners & Losers – serie TV, 67 episodi (2011-2014)
- Neighbours – serie TV, 222 episodi (1996-2020)